# Hellerup Sejlklub
Der Hellerup Sejlklub (HS) wurde am 25. September 1915 von segelbegeisterten Wassersportlern in Hellerup (nördlich von Kopenhagen) gegründet. Der Clubstander wurde 1917 eingeführt. Der Hellerup Sejlklub hat aktuell rund 900 Mitglieder und ist damit einer der größten Segelvereine Dänemarks. Die 56 vereinseigenen Segelboote liegen direkt vor dem Clubgebäude im Hafen von Hellerup am Øresund.

## Abteilungen des HS
Der Hellerup Sejlklub ist in zwei verschiedene Abteilungen aufgeteilt, die sich an verschiedene Altersgruppen richtet.

### Juniorenabteilung
Der Hellerup Sejlklub hat eine der ältesten Juniorenabteilungen in Dänemark mit einer jahrelangen Tradition, junge Segler auszubilden. Die Junioren haben die Möglichkeit durch theoretische und praktische Prüfungen den international anerkannten Führerschein für Yachten zu erwerben.
Die Junioren segeln von 8 bis 25 Jahre und nutzen zum Training die clubeigenen Bootsklassen Optimist, Zoom8, Europe, Laser, RS Feva, 29er Jolle, Yngling, Monark 606, J/70, J/80 und Drachen.
Viele Junioren des Hellerup Sejlklub haben bei internationalen Regatten Dänemark Ehre gemacht sowie etliche nationale Meisterschaften gewonnen.
Im Jahre 1995 hat die Juniorenabteilung ihre Aktivitäten erweitert und eine Optimisten-Abteilung mit 7-jährigen sogenannten 'Jollingern' gegründet. Eine Flotte von 19 Optimisten wird im praktischen Unterricht benutzt und weitere drei Boote sind für das Wettsegeln reserviert.

### Seniorenabteilung
Der Seniorenbootsausschuss (SBU) gründete im Jahre 1974 eine Seniorensegelschule, in der viele Segler seitdem den internationalen Führerschein für Yachten erworben haben. Zur Schulung, für Fahrtensegeln und Wettsegeln werden die clubeigenen Yachten Monark 606, Drabant 24, X-79, Nordborg 26 und Albin Ballard genutzt. Der Seniorenbootsausschuss verfügt über zehn Monark 606 Yachten, den Drabanten und den X-79'er des Clubs, die sowohl zum Wettsegeln als auch zum Tourensegeln genutzt werden.
Neben der Segelausbildung werden eine Vielzahl von Sport- und Freizeitaktivitäten angeboten.

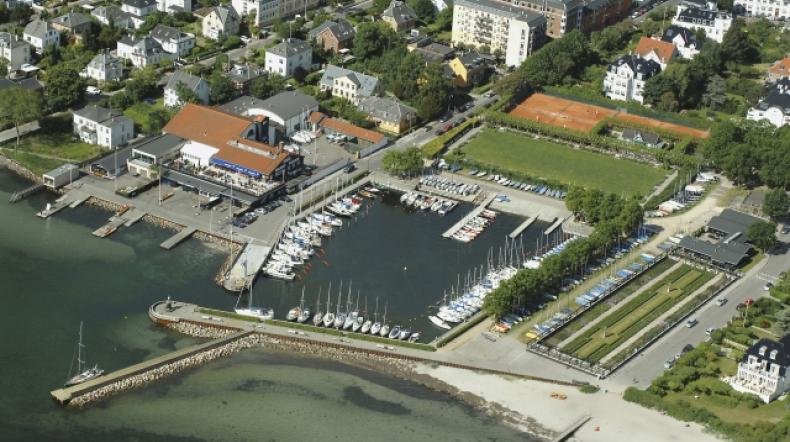
Yachthafen Hellerup Havn des Hellerup Sejlklub

## Olympische Medaillen von Clubmitgliedern
Der Hellerup Sejlklub gilt als der einzige Yachtclub der Welt, deren Mitglieder bislang insgesamt 15 olympische Medaillen gewonnen haben.

### Gold-Medaillen
- 1948 – Paul Elvstrøm, im Firefly
- 1952 – Paul Elvstrøm, im Finn-Dinghy
- 1956 – Paul Elvstrøm, im Finn-Dinghy
- 1960 – Paul Elvstrøm, im Finn-Dinghy
- 1964 – Ole Berntsen und Ole Poulsen, im Drachen
- 1988 – Jørgen Bojsen-Møller, im Flying Dutchman

### Silber-Medaillen
- 1956 – Ole Berntsen, im Drachen
- 1960 – William Berntsen, Steen Christensen und Søren Hancke, in der  5,5 Meter Bootsklasse
- 1960 – Hans Fogh und Ole Gunnar Petersen, im Flying Dutchman
- 1968 – Aage Birch, im Drachen

### Bronze-Medaillen
- 1948 – Ole Berntsen und William Berntsen, im Drachen
- 1964 – Henning Wind, im Finn-Dinghy
- 1992 – Jørgen Bojsen-Møller und Jens Bojsen-Møller, im Flying Dutchman
- 2004 – Christina Otzen, im Yngling
- 2016 – Jena Hansen und Katja Salskov-Iversen, im 49erFX

## Vorsitzende des HS
- 1915–1918 Th. D. Dreyer
- 1918–1920 Poul Melton
- 1920–1921 Volmer Egeriis
- 1921–1923 Heinrich Frings
- 1923–1924 Julius Møllegaard
- 1924–1929 Helmuth Schledermann
- 1929–1935 Hugo Marx Niels
- 1935–1937 Percy Ipsen
- 1937–1942 Hans Schrader
- 1942–1945 Michael Sinding
- 1945–1960 Kai Middelboe
- 1960–1968 Louis Jørgensen
- 1968–1977 Erik Knudsen
- 1977–1980 Mogens Reesen
- 1980–1982 Erik C. Stærmose
- 1982–1989 Jan Gottschalck-Andersen
- 1989–1993 Bjarne Weng
- 1993–2007 Jan Gottschalck-Andersen
- 2007–2013 Thorkild Pedersen
- 2013–2016 Jesper Kamp Nielsen
- seit 2016 Marie Dela Johnsen